# لاكروس (قمر اصطناعي)
لاكروس (بالإنجليزية: Lacrosse) سلسلة من أقمار الاستطلاع الاصطناعية التي تعمل على تصوير سطح الأرض من خلال الرادار، تدير هذه السلسلة من الأقمار الاصطناعية مكتب الاستطلاع الوطني الأمريكي، لم تفصح لوقت طويل حكومة الولايات المتحدة عن وجود مكتب الاستطلاع الوطني لدوافع تتعلق بالسرية، لكن تم رفع السرية عن مكتب الاستطلاع الوطني في سنة 2008.
هذه السلسلة من الأقمار الاصطناعية تحتوي على رادارات ذات فتحة اصطناعية، تمكنها من التقاط الصور خلال الضباب وفي جميع الظروف الجوية بما فيها الرديئة، وتستخدم هذه السلسلة لأغراض عسكرية وتجسسية، أطلق أول قمر اصطناعي من هذا الطراز في ديسمبر سنة 1988، سنة 1990 قدرت تكلفة القمر الواحد بما فيها تكاليف الإطلاق مابين 500-1000 مليون دولار أمريكي.

## الإطلاق
تم اطلاق خمسة أقمار من طراز لاكروس، كان أول قمر يطلق خلال البعثة رقم إس تي إس-27آر، على متن المكوك أتلانتيس سنة 1988 من خلال برنامج بعثات الفضاء، اما الأربعة أقمار الأخرى فقد إطلقت من خلال صواريخ تيتان كان أول قمر تم إطلاقة من خلال تيتان سنة 1991 وآخرها سنة 2005، تتواجد حالياً ثلاثة أقمار عاملة في المدار، تغطي كافة الكرة الأرضية.